# Jan Ścibiorek
Jan Ścibiorek (* 8. März 1937 in Łódź; † 25. Januar 2019 ebenda) war ein polnischer Radrennfahrer und nationaler Meister im Radsport.

## Sportliche Laufbahn
Ścibiorek war im Straßenradsport, im Bahnradsport und im Querfeldeinrennen (heutige Bezeichnung Cyclocross) aktiv. 1962 war seine erfolgreichste Saison. Er gewann die nationale Meisterschaft in der Mannschaftsverfolgung mit Wacław Latocha, Jan Kudra und Augustyn Wachecki. Auf der Straße holte Ścibiorek den Titel im Mannschaftszeitfahren. Ebenfalls 1962 kam er bei den Meisterschaften im Straßenrennen und im Querfeldeinrennen auf den 3. Platz. 1961 war er Dritter im Punktefahren geworden. In der Ägypten-Rundfahrt 1962 wurde Ścibiorek beim Sieg seines Teamkollegen Andrzej Piechaczek Dritter. Er startete in der Polen-Rundfahrt von 1958 bis 1968. Der 6. Platz 1961 war dabei sein bestes Resultat.